# Тошецкий замок
Тошецкий замок (пол. Zamek w Toszku) — частично реконструированный замок, в котором в настоящее время располагаются культурные институции города Тошек в Гливицком повяте Силезского воеводства Польши.

## История
История оборонительных сооружений в Тошке, вероятно, восходит к X—XI векам, когда на месте нынешнего замка стояло деревянное городище, принадлежавшее в период феодальной раздробленности силезским князьям. В начале XV века деревянные укрепления были заменены каменным замком. В 1429 году его разрушили гуситы, а отстроил замок, сделав его своей постоянной резиденцией князь Пшемыслав Тошецкий. После его смерти в 1484 году, замок оставался собственностью опольских князей до смерти Яна II Доброго в 1532 году, после чего как лен чешских королей перешел во владение Габсбургов. Впоследствии его заложили под залог роду Редернов, которые его выкупили в 1592 году и перестроили в стиле ренессанса. Они не только ликвидировали повреждения, причиненные пожаром в 1570 году, но также достроили жилые помещения рядом с воротами. Племянница Георга II Редерна вышла замуж за графа Каспера Колонна, который впоследствии стал владельцем замка и в очередной раз его перестроил. В XVIII веке замок несколько раз менял владельцев, сначала им завладел барон Иоганн Дитрих фон Петерсвальд, потом Франциск Кароль Котулинский, впоследствии Пасадовский, и наконец — род поэта Йозефа фон Эйхендорфа. В 1797 году Эйхендорфы продали имение графу Франциску Адаму Гашину. После пожара 1811 года замок уже не восстанавливали; в 1840 году руины приобрел Авраам Гурадзе. Его род владел замком до Второй мировой войны. Наконец в 1957—1963 годах замок частично восстановили.
В наше время замок является резиденцией культурного центра «Замок в Тошке».

## Археология
Археологические раскопки показали, что самым древним каменным сооружением является центральная часть въездных ворот. Четырехэтажная башня, которая является четырехгранной у основания и восьмигранной сверху, стоит на своем первоначальном месте, пряча под собой глубокие подземелья. Во времена Колонна были построены две боковые башни, которые окружают въезд. Дом с северной стороны оборонительной стены в XVII веке был конюшней, о чем свидетельствуют сохранившиеся декоративные кормушки в виде углублений; в XVIII веке его превратили в оранжерею. Работы по перестройке замка Колонн поручил миланскому архитектору Яну Сереньо, который, вероятно, был автором дизайна двух каменных декоративных порталов: меньший над въездом в конюшню (с гербом Колоннов) и главного, ведущего в резиденцию.

## Галерея

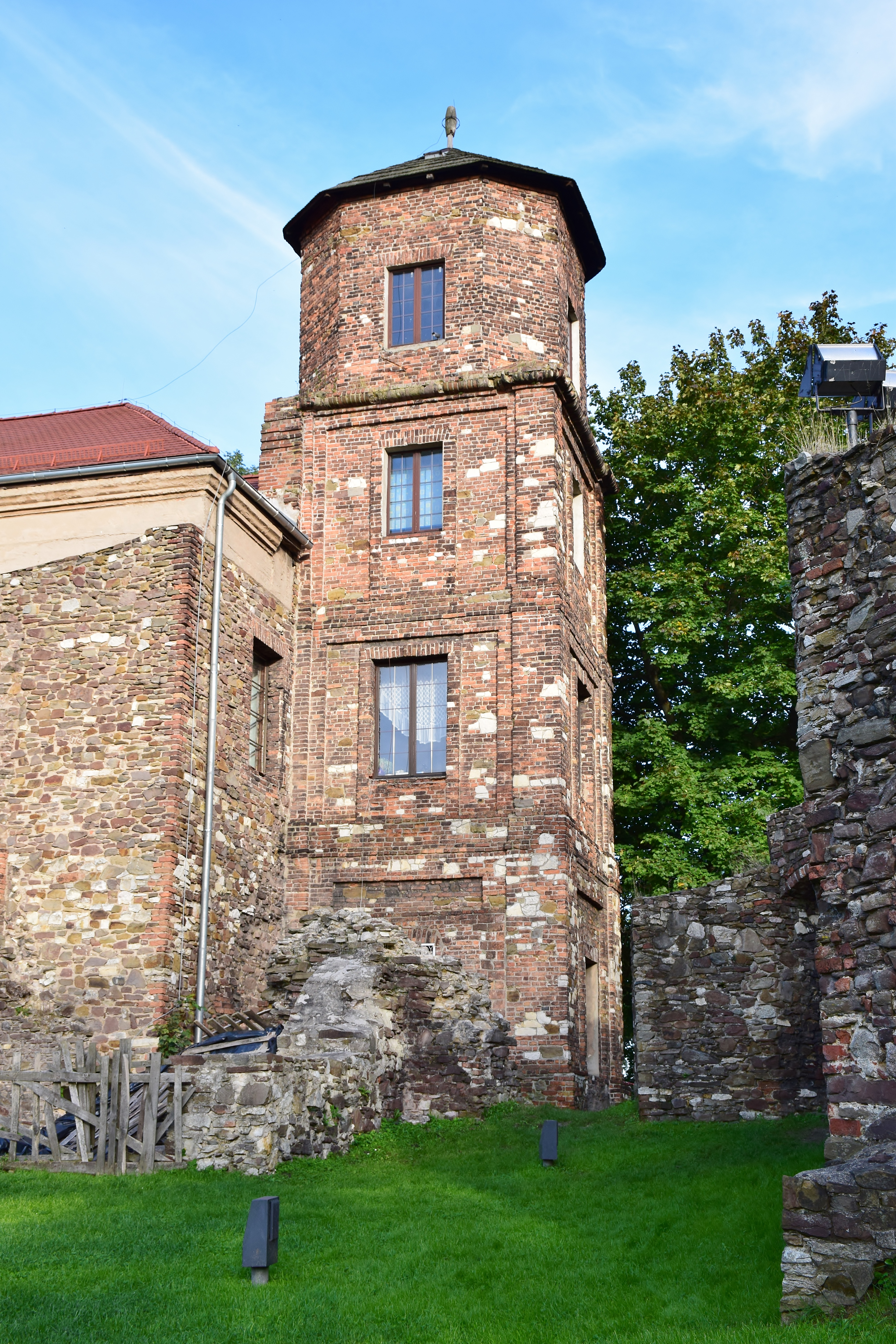
Замковая башня
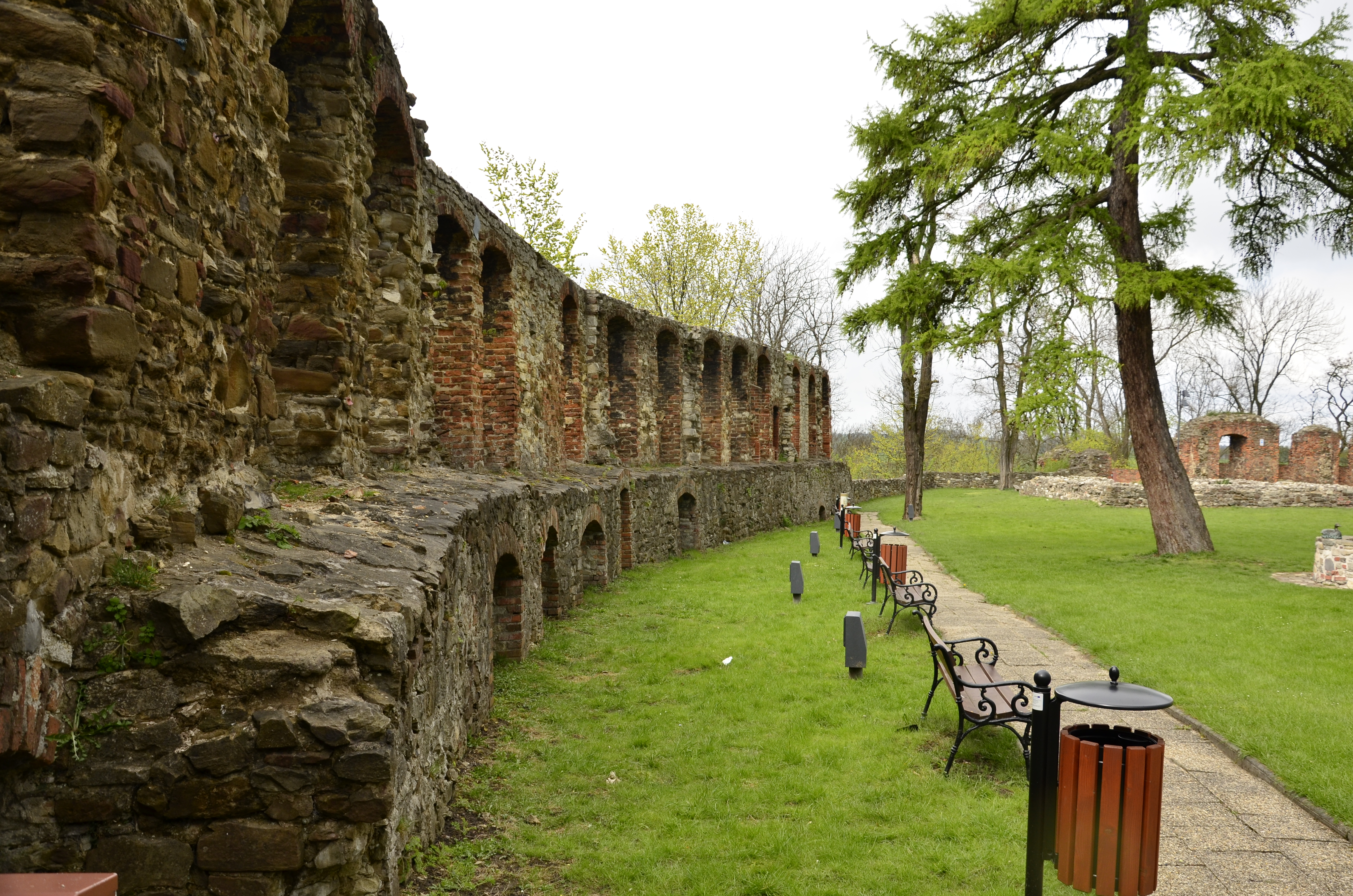
Стены замка
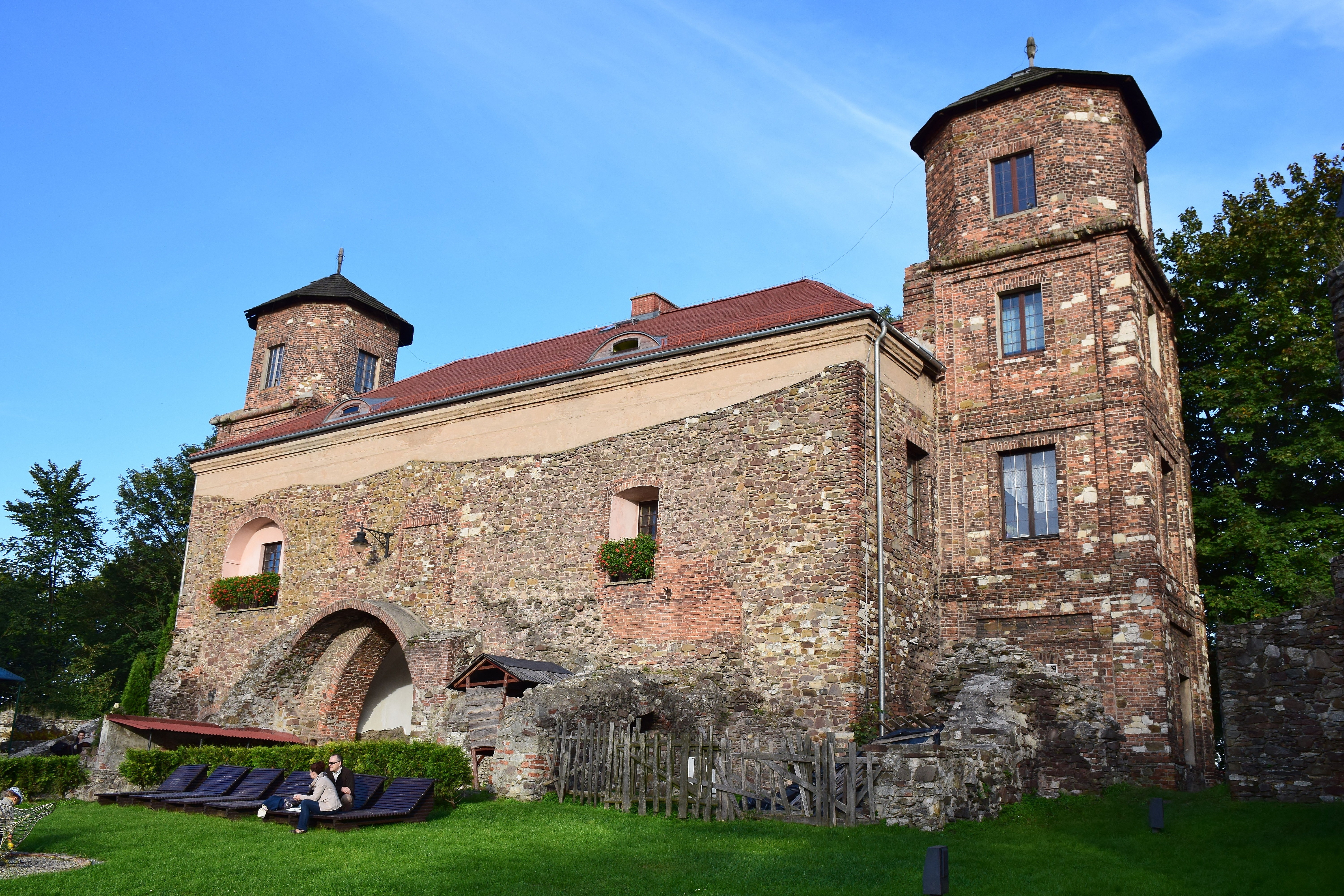
Восточное крыло замка
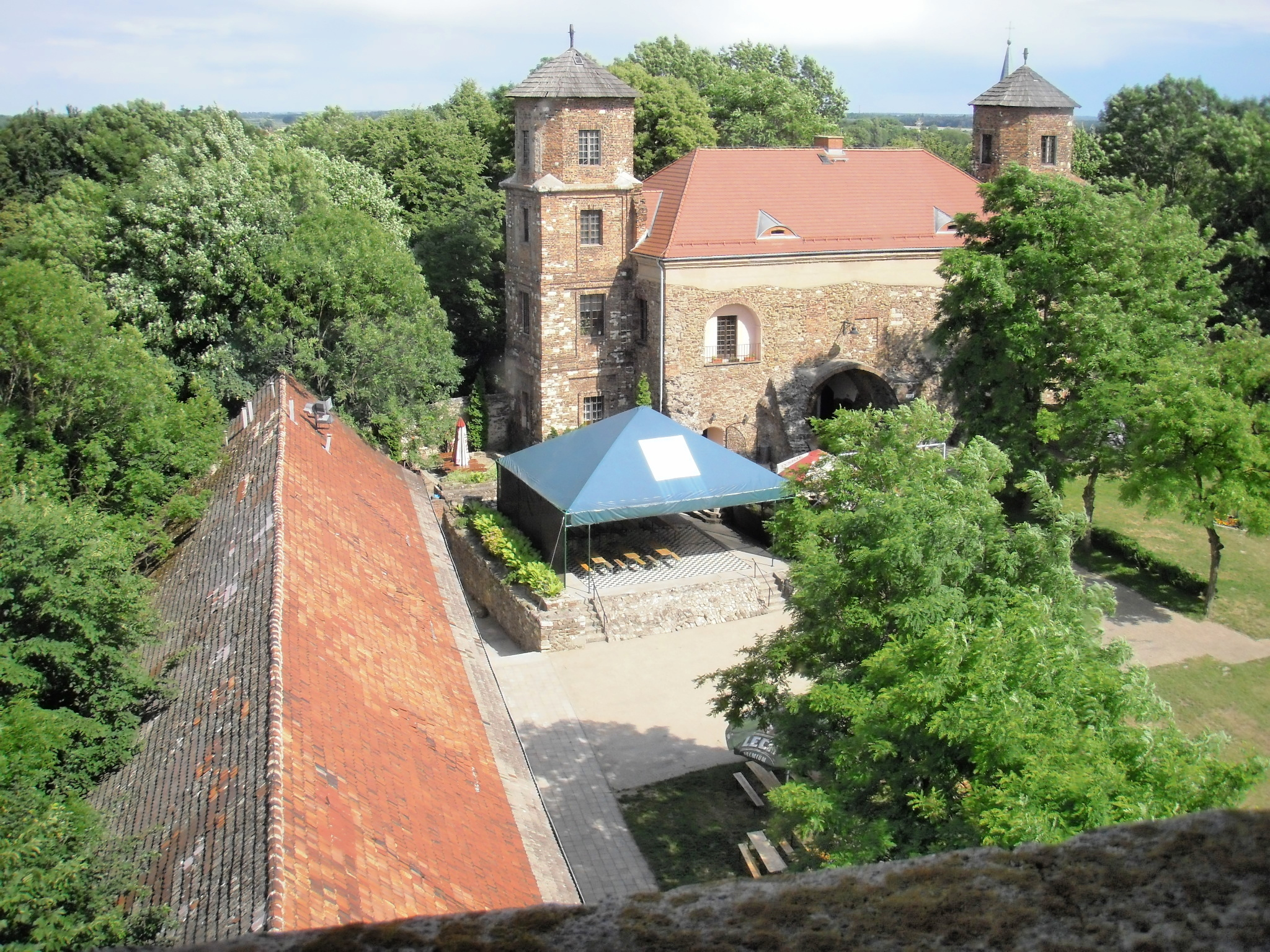
Вид замка сверху
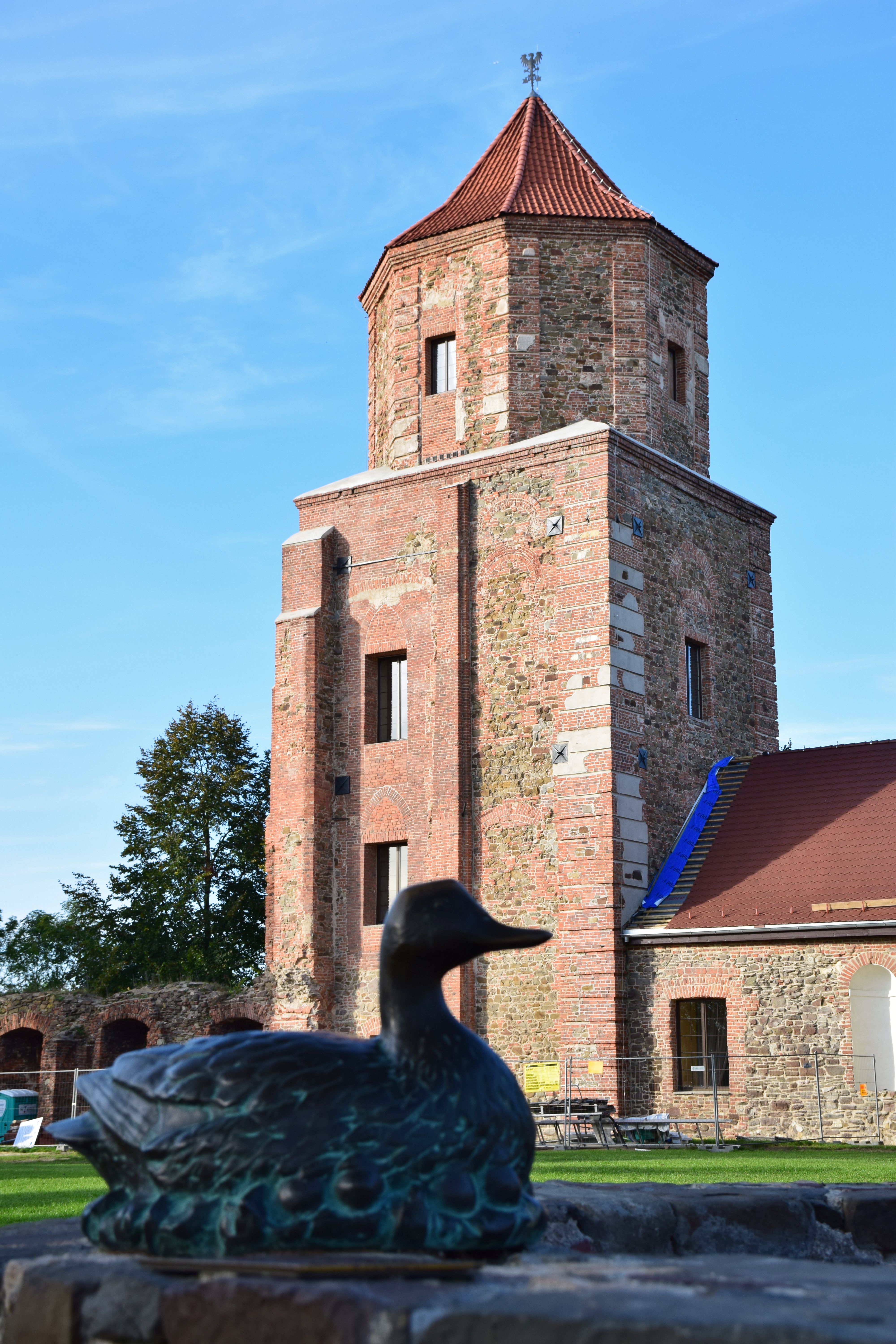
Башня и отделка замкового колодца